# In arte Nino
In arte Nino è un film per la televisione, diretto da Luca Manfredi e realizzato da Rai Fiction.
Il film narra la vita dell'attore e regista italiano Nino Manfredi, interpretato da Elio Germano, negli anni che vanno dalla sua formazione agli esordi, ossia dal 1939 al 1959, e la sua frequentazione con la futura moglie Erminia Ferrari. Il film, diretto da Luca Manfredi, figlio di Nino ed Erminia Manfredi, è stato presentato durante la decima edizione del Roma Fiction Fest.
Realizzato nel 2016, è stato trasmesso in prima visione su Rai 1 il 25 settembre 2017.

## Trama
Roma, anno 1939, il diciottenne Saturnino Manfredi (detto "Nino") è ricoverato in sanatorio per una grave forma di tubercolosi. Sopravvissuto alla malattia, nel 1944 intraprende di nascosto gli studi all'Accademia d'arte drammatica a Roma, in parallelo agli studi in giurisprudenza iniziati nel 1941 per volontà del padre Romeo, austero maresciallo della Pubblica Sicurezza che lo vuole avvocato a tutti i costi. Riesce quindi sia a diplomarsi all'Accademia che a laurearsi in giurisprudenza, scegliendo alla fine di fare l'attore nonostante il padre, il cui dispiacere era stato solo temporaneamente mitigato dalla laurea. Comincia quindi ad esordire avventurosamente come attore in parti e particine assieme agli amici di Accademia Tino Buazzelli, Gianni Bonagura e Rossella Falk, vivendo di fatto alla giornata. Durante una serenata in costume, per la quale viene ingaggiato assieme a Tino e Gianni, rimane folgorato dall'incontro con la bella Erminia: quest'ultima è la promessa sposa di un giovane e ricco settentrionale, che si rivelerà essere un truffatore che deruberà suo padre di tutti i risparmi di una vita. Nino ed Erminia cominciano così a frequentarsi, innamorandosi uno dell'altra: durante una gita al lago in Vespa finiscono per dichiararsi e Nino chiede ad Erminia di sposarlo. Anni dopo i due sono diventati genitori di Roberta e del piccolo Luca: Nino continua a scrivere e a fare l'attore, ma finalmente il successo arriva un giorno sotto forma di una telefonata dalla Rai, in cui gli chiedono di partecipare a Canzonissima 1959. Una sera Romeo, ormai anziano, entra in un bar dove la tv sta trasmettendo le immagini del figlio che interpreta un divertente barista ciociaro durante Canzonissima: all'ennesima risata degli avventori del locale, anche Romeo si scioglie in una risata liberatoria che presto si trasformerà in un pianto di commozione misto ad un applauso per il figlio Nino, ormai attore affermato e di successo.

## Ascolti
| Prima TV          | Telespettatori | Share  |
| ----------------- | -------------- | ------ |
| 25 settembre 2017 | 5.595.000      | 23,40% |